# Filinto Müller
Filinto Strubing Müller ComA • GCA (Cuiabá, 11 de julho de 1900 – Paris, 11 de julho de 1973) foi um militar e político brasileiro. Participou dos levantes tenentistas entre 1922 e 1924. Durante o Governo Vargas, destacou-se por sua atuação como chefe da polícia política, e por diversas vezes foi acusado de promover prisões arbitrárias e a tortura de prisioneiros. Ganhou notoriedade internacional no caso da prisão da judia alemã Olga Benário, militante comunista e companheira de Luís Carlos Prestes, à época grávida quando deportada para a Alemanha, onde seria executada em Bernburg, em 1942.

## Biografia

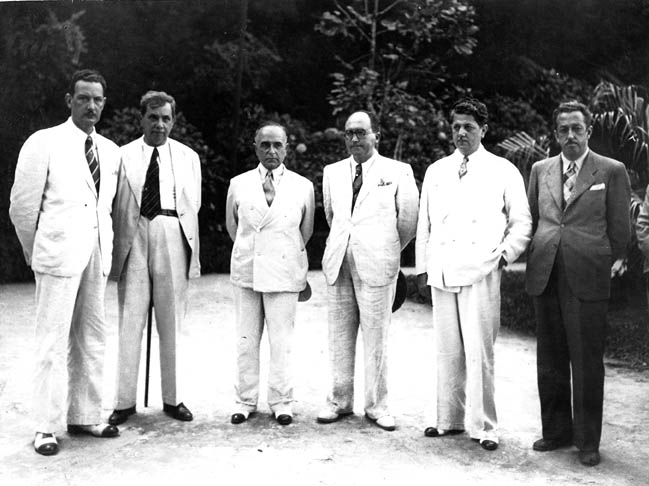
Filinto Müller (o primeiro da esquerda para a direita), o Presidente Vargas e os notáveis de 1938

De origem alemã, formou-se aspirante a oficial, arma de Artilharia, pela Escola Militar de Realengo, no Rio de Janeiro. Bacharelou-se em Direito, na Faculdade de Direito da Universidade Federal Fluminense em Niterói, em 1938. Teve duas filhas biológicas: Maria Luiza Müller de Almeida, que também se bacharelou em Direito em 1951, e Rita Júlia Lastra Müller, que se bacharelou em psicologia, e uma filha adotiva, Maria Luísa Beatriz del Rio Lastra, sua sobrinha, que foi casada com Edgar Ferreira do Nascimento Filho, procurador da República.
Participou da Revolta Paulista de 1924, quando servia no Quartel de Quitaúna, em São Paulo, como primeiro tenente do Exército. Com a retirada dos revoltosos, em 28 de julho de 1924, acompanhou o que viria a ser a Coluna Miguel Costa, principal comandante da revolta. Durante a Coluna Miguel Costa-Prestes, Filinto Müller foi promovido de capitão a major das forças revolucionárias por Luís Carlos Prestes. Entretanto, oito dias depois, Müller escreve carta aos seus sargentos e soldados propondo deserção coletiva da Coluna, confessando que não tinha mais esperanças do seu sucesso. Essa carta acaba nas mãos de Prestes, não chegando às mãos dos subordinados de Müller. Prestes então exige que Miguel Costa, comandante da 1ª. Divisão Revolucionária e superior de Müller, o expulse da Coluna, acusando Filinto de covarde, desertor e indigno.
Tornou-se Chefe de Polícia do então Distrito Federal em 1933 e permaneceu no cargo durante  o governo Vargas até 1942, período no qual há quem afirme que cerca de vinte mil pessoas foram presas.[carece de fontes?]
O repórter David Nasser, no livro Falta alguém em Nuremberg, traça o perfil dos subordinados escolhidos por Filinto para conduzir a sua polícia política, recrutados entre a escória do Exército, como o capitão Felisberto Batista Teixeira, Delegado Especial de Segurança Política e Social, capitão Afonso de Miranda Correia, delegado auxiliar, tenentes Emílio Romano, chefe da Segurança Política, e Serafim Braga, chefe da Segurança Social, e, ainda, o tenente Amaury Kruel e seu irmão, capitão Riograndino Kruel, ambos da inspetoria da Guarda Civil, indivíduos cujo servilismo ao governo e brutalidade com os presos contribuíram, segundo Nasser, para as violações dos direitos humanos ocorridas na época.
Sobre o livro é possível encontrar em suas páginas inúmeras denúncias praticadas pela polícia política de Getúlio Vargas, como torturas e assassinatos contra opositores do regime, dentre eles, Ação Integralista Brasileira - AIB e a Aliança Nacional Libertadora - ANL, por exemplo, além do trabalho investigativo que levou a prisão de Olga Benário Prestes e Harry Berger, promovido por Filinto Muller. 
Em 1935, após a Intentona Comunista, participou das operações visando capturar os revolucionários; conforme Fernando Morais, biógrafo de Olga Benario, investigadores da polícia comandados por Müller torturaram, por semanas, Arthur e Elise Ewert (ambos membros da Komintern atuantes no Brasil), até conseguir chegar em Prestes, eventualmente o prendendo, em março de 1936. Morais especula que Müller se dedicou à caça de Prestes também por causa do incidente que levou a sua expulsão da Coluna Prestes. Filinto Müller também é considerado responsável pela prisão e posterior deportação da mulher de Prestes, a judia alemã Olga Benário, para a Alemanha nazista, onde foi morta numa câmara de gás no campo de extermínio de Bernburg.
Fiel a Vargas, perseguiu comunistas e também os integralistas, quando estes passaram a ser inconvenientes ao presidente, além de ter sido um notório cumpridor da política antissemita de Vargas. Demonstrando a postura fascista dos atores políticos de Getúlio Vargas durante o Estado Novo, Cláudio de Lacerda Paiva descreve os agentes governamentais varguistas que “quem censurava era Lourival Fontes, quem torturava era Filinto Muller, quem instituiu o fascismo foi Francisco Campos, quem deu o golpe foi Dutra e quem apoiava Hitler era Góis Monteiro”.
Foi eleito quatro vezes senador pelo Estado de Mato Grosso entre 1947 a 1973. Entre 1969 e 1973, foi presidente da Arena, o partido de sustentação do governo no período militar. Foi Presidente do Senado em 1973. Morreu em julho do mesmo ano, em seu próprio aniversário, num dos mais dramáticos acidentes aéreos da aviação internacional Voo Varig 820, no aeroporto de Orly, em Paris. A aeronave realizou um pouso de emergência sobre uma plantação de cebolas em decorrência de um incêndio iniciado no banheiro e que chegou a invadir a cabine da aeronave. O incêndio, a fumaça e a aterrissagem forçada resultaram em 123 mortes, com apenas 11 sobreviventes (10 tripulantes e 1 passageiro).
Era, na época, líder do governo no Senado Federal. Recebeu mais de dezesseis condecorações oficiais. No Senado Federal há uma ala em sua homenagem.
A 11 de Dezembro de 1941 foi feito Comendador da Ordem Militar de Avis 28 de Fevereiro de 1961 foi elevado a Grã-Cruz da mesma Ordem de Portugal. Em 1960, pediu para comandar ao governo brasileiro o comando de uma ofensiva contra guerrilheiros e indígenas e que o comandante da 9ª região militar fosse informado disto.
Em sua homenagem no bairro da Lagoa no Estado do Rio de Janeiro havia uma Praça com o nome Praça Senador Filinto Muller. A partir de 1984, através da Lei Nº 522, de autoria do Vereador Luiz Henrique Lima, passou a se chamar Praça Benedito Cerqueira. Igualmente, foi homenageado com o nome de avenidas em seu estado de nascimento (Cuiabá e Várzea Grande) e, posteriormente, no Mato Grosso do Sul (Campo Grande e Três Lagoas).

## Cargos
Exerceu os seguintes cargos na administração do país: 
- Oficial de Gabinete do Ministro da Guerra — 1930;
- Secretário da Interventoria João Alberto em São Paulo — 1932;
- Oficial de Gabinete do Ministro da Guerra — 1932;
- Diretor da Guarda Civil do Distrito Federal — 1932;
- Delegado Especial de Segurança Política e Social do Distrito Federal — 1933;
- Chefe de Polícia do Distrito Federal — 1933 a 1942;
- Oficial de Gabinete do Ministro da Guerra — 1942;
- Presidente do Conselho Nacional do Trabalho — 1943 a 1945;
- Senador em 1947, 1954, 1962, 1970 a 1973;
- Líder do Governo na Maioria — 1955 a 1958;
- Vice-Presidente do Senado Federal — 1959 a 1961;
- Líder do Partido Social Democrático (PSD) — a partir de 1961;
- Líder do Governo — 1964;
- Líder da Aliança Renovadora Nacional (Arena) — 1966 a 1968;
- Líder do Governo e da Maioria — a partir de 1969;
- Presidente da Arena — 1969 a 1973.

## Prêmios e Condecorações
| Brasileiras                                        |
| Grã-Cruz da Ordem Nacional do Mérito               |
| Grande Oficial do Mérito Militar                   |
| Grande Oficial do Mérito Naval                     |
| Grande Oficial do Rio Branco                       |
| Grande Oficial do Mérito Aeronáutico               |
| Grande Oficial da Ordem do Mérito de Brasília      |
| Medalha de Prata do Cinquentenário da República    |
| Medalha de Tamandaré                               |
| Medalha de Santos Dumont                           |
| Medalha do Mérito da Cidade do Recife, Classe Ouro |
| Medalha de Bronze de Bons Serviços                 |

| Internacionais e Estrangeiras        | País      |
| Grã-Cruz da Ordem Militar de Aviz    | Portugal  |
| Grã-Cruz da Ordem Nacional do Mérito | Alemanha  |
| Grã-Cruz da Ordem Nacional do Mérito | Paraguai  |
| Grã-Cruz da Ordem Menelick II        | Abissínia |
| Comendador da Legião de Honra        | França    |